# Universitat Georg-August de Göttingen

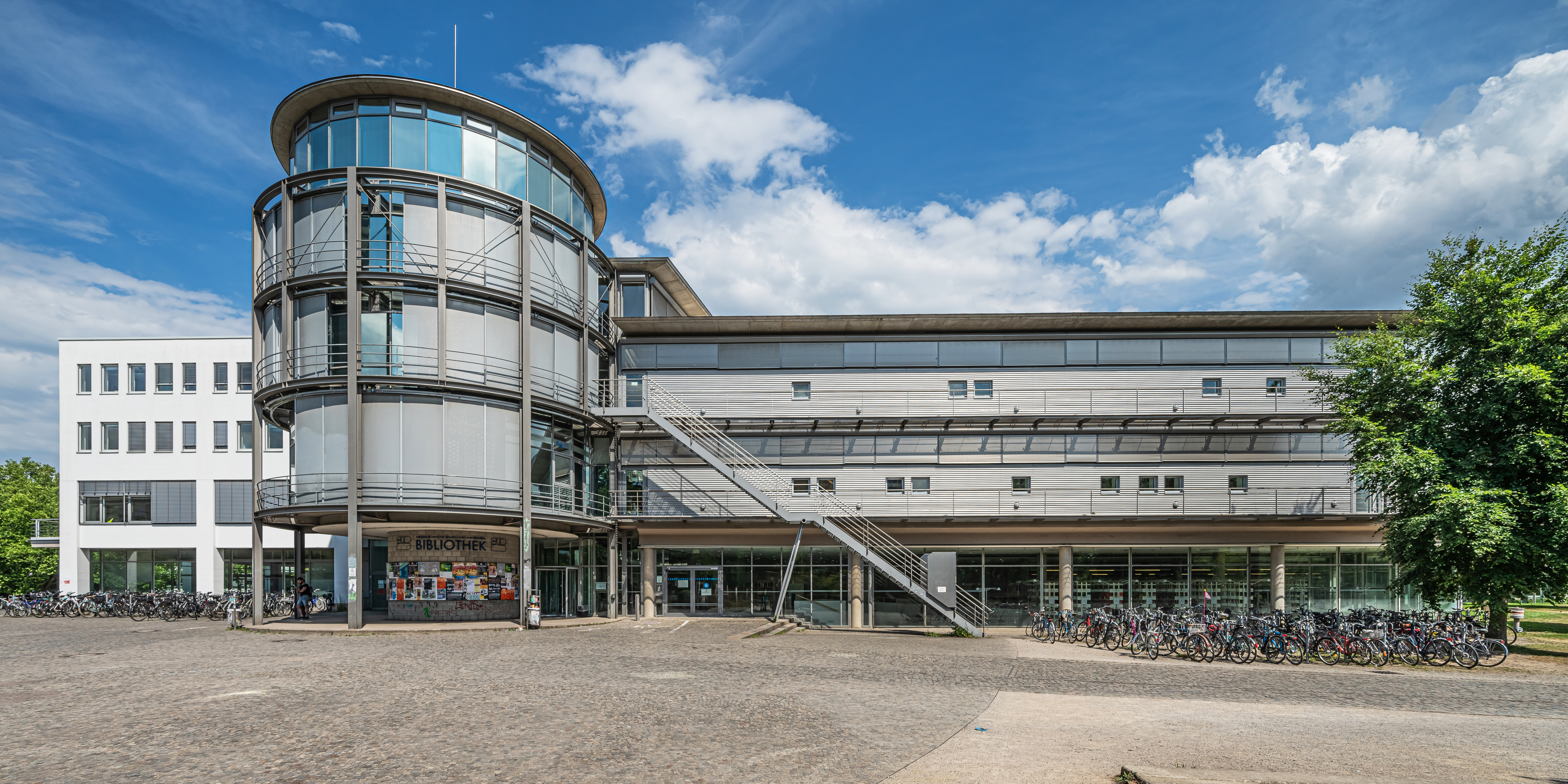
Universitat de Göttingen

La Universitat de Göttingen (Georg-August-Universität Göttingen, o Geòrgia Augusta) va ser fundada l'any 1734 per Jordi II, príncep elector de Hannover i rei de la Gran Bretanya. Va obrir les portes als estudiants el 1737. Aviat va aconseguir un lloc destacat en el món de les ciències. Ja l'any 1823 tenia 1547 estudiants. Va començar amb quatre facultats (Teologia, Medicina, Dret i Literatura) i aviat es va convertir en una de les universitats més visitades d'Europa. La Universitat de Leiden, la Universitat de Göttingen i la Universitat de Berlín són reconegudes com el bressol de la llibertat acadèmica.

## Història
El 1734 el govern de Hannover, amb Georg August, Elector de Hannover, Duc de Braunschweig-Lüneburg, juntament amb George II, rei d'Anglaterra, va decidir traslladar la seu de la nova universitat del principat de Hannover a Göttingen. Per a l'establiment amb èxit d'una nova universitat es va requerir un privilegi de l'emperador, la qual cosa es va obtenir de Carles VI el 13 de gener 1733. La primera assignatura es va impartir el 14 d'octubre de 1734, en un vell graner. El professor va ser Samuel Christian Hollmann, actualment oblidat. Durant el primer semestre es van matricular a Göttingen 147 estudiants.
La biblioteca universitària es va iniciar al mateix temps que la universitat. Per la importància i quantitat de material aviat es va convertir en una de les més importants d'Alemanya i prototip d'una biblioteca moderna. Es van ordenar els llibres amb un nou sistema de catalogació. Des de 1763 fins al 1812 la biblioteca va estar a càrrec de Christian Gottlob Heyne, que era alhora professor de filologia clàssica.
El 1738 es va construir el Theatrum Anatomicum, el 1739 el Jardí Botànic i el 1751 el primer Observatori Astronòmic. Actualment, encara es pot visitar la presó històrica a l'Aula de la Wilhelmsplatz, on s'empresonava als estudiants que havien violat les normes de la Universitat. La Universitat tenia jurisdicció exclusiva sobre els estudiants.
El 1770 es va nomenar professor de física, matemàtiques i astronomia a Georg Christoph Lichtenberg que va contribuir a descobriments que tenen validesa fins ara. Se'l considera un erudit universal que no només va deixar obres relacionades amb les ciències naturals sinó amb la filosofia. Va ser el primer professor alemany de Física Experimental.
La connexió de la Universitat amb Anglaterra per la unió personal dels seus sobirans va atreure molts acadèmics anglesos i americans. El matemàtic Carl Friedrich Gauss, va ser professor, i va fer allà descobriments importants.

## La primera purga (1837)
Hi havia moviments polítics entre els professors i els estudiants quan el nou rei de Hannover, Ernest August I va suspendre, el 1837, la recent constitució lliberal de Hannover de 1833. Aquestes pertorbacions van conduir a l'expulsió de set prominents professors de la universitat.
Aquests professors es coneixen actualment com els Set de Göttingen. Eren: Wilhelm Eduard Albrecht, Friedrich Christoph Dahlmann, Heinrich Ewald, Jacob Grimm, Wilhelm Grimm, Georg Gottfried Gervinus i Wilhelm Eduard Weber. Alguns d'ells van haver d'emigrar del regne de
Hannover. Van ser acollits naturalment amb els braços oberts per altres universitats alemanyes, feliços de poder gaudir de professors tan eminents. Va ser un cop terrible per a la reputació de la Universitat de Göttingen que es va trigar dècades a oblidar. Com a conseqüència, el grau d'afluència d'estudiants va baixar considerablement en els anys següents.
El 1866 Prússia inclou el regne de Hannover en el seu estat després d'una guerra. Els prussians fomentaven la universitat, i es va poder restablir com una de les universitats més importants en matemàtiques i física. El nomenament com a rector del matemàtic Felix Klein el 1886 va ser fonamental per a aquesta recuperació. Va demostrar gran habilitat per obtenir fons i pel nomenament de nous professors, en gran part gràcies a les seves bones relacions amb el conseller ministerial prussià Friedrich Althoff. També va fomentar la cooperació entre les ciències físiques, matemàtiques i tècniques. Aquest modus operandi és representatiu de l'esperit en aquesta època. El resultat van ser els molts premis Nobel que van guanyar professors i estudiants en la primera meitat del segle xx.
El 1895 Klein va aconseguir el nomenament del ja aleshores prestigiós matemàtic David Hilbert, que tot i ser reclamat per altres universitats, va preferir Göttingen. El 1904 es va establir la primera càtedra de matemàtica aplicada, amb el catedràtic Carl Runge. El 1904 Ludwig Prandtl va entrar a la universitat, i sota la seva supervisió, durant les dues dècades següents, el seu Institut de mecànica de fluids i aerodinàmica es va convertir en un dels líders en el seu camp. Molts dels estudiants de Prantl van aconseguir fer contribucions fonamentals en aquest camp. El 1924 Werner Heisenberg va arribar com a assistent a la universitat, i juntament amb Max Born i Pascual Jordan va desenvolupar la mecànica quàntica.

## La segona purga (1933)
Durant els anys trenta la universitat va ser objectiu dels nacionalsocialistes en la seva persecució de la "física jueva", representada per les obres d'Albert Einstein i Niels Bohr (ambdós jueus). Aquests esdeveniments es van conèixer més tard com la gran purga de 1933. Professors com Max Born, Victor Goldschmidt, James Franck, Eugene Wigner, Leó Szilárd, Edward Teller, Edmund Landau, Emmy Noether, Hermann Weyl, Otto Neugebauer, Otto Blumenthal, Richard Courant i John von Neumann van ser expulsats o van fugir. La línia de grandesa en les ciències naturals, que havia continuat des dels temps de Gauss i Bernhard Riemann, va ser interrompuda.
El matemàtic David Hilbert, ja jubilat des de 1930, es va quedar a la universitat, però en el moment de la seva mort l'any 1943, els nazis, havien trencat, pràcticament, l'ànima de la universitat, expulsant a molts professors de la primera fila, que eren jueus, casats amb jueus o d'idees esquerranes. El propi Hilbert va ser víctima d'aquest exili interior: al seu enterrament, en plena guerra mundial, només hi van assistir una dotzena de persones, de les quals només dues eren col·legues acadèmics.

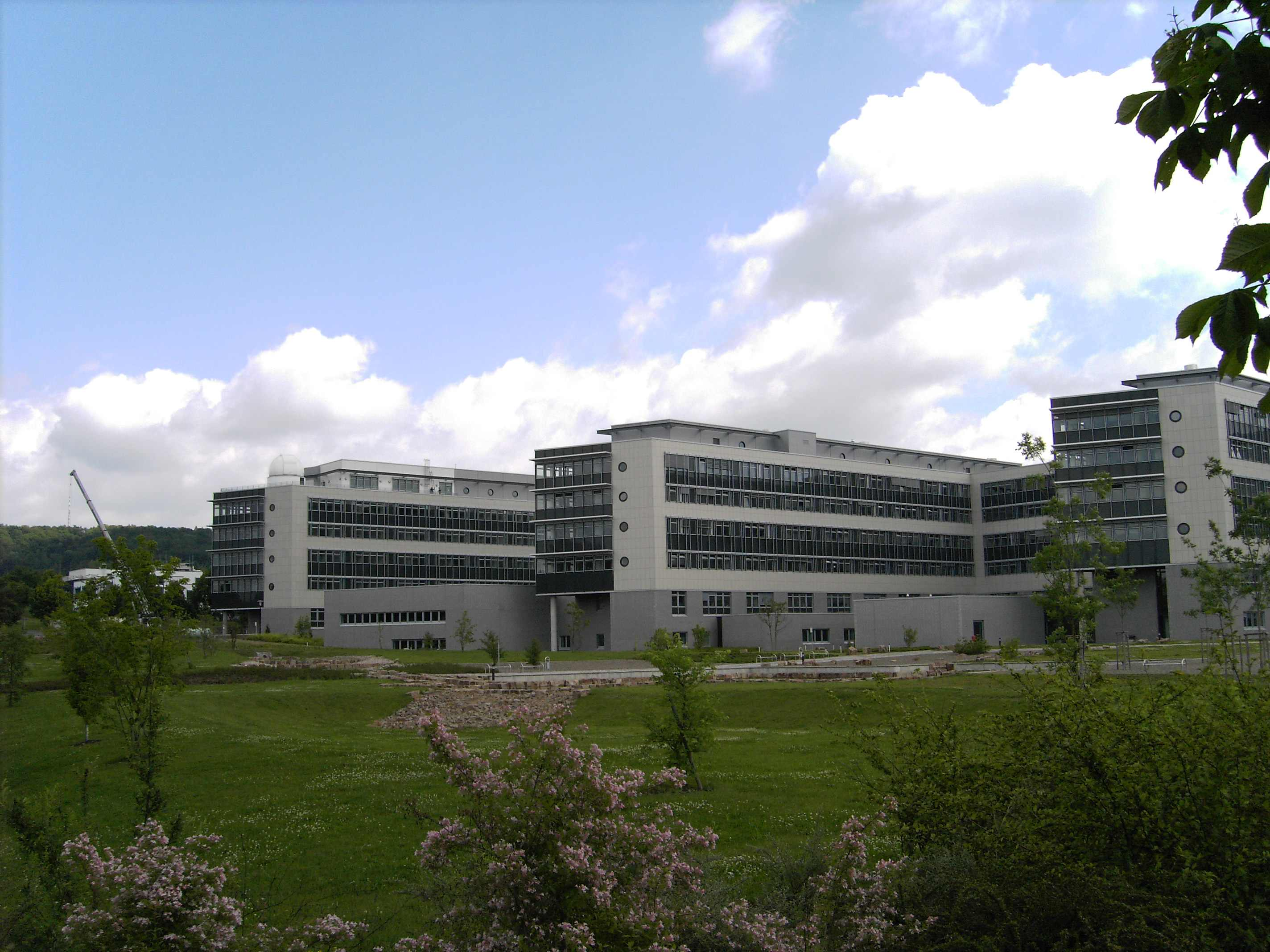
Edificis actuals (2005) de la universitat.

## Situació actual
A data de 2020, la universitat té 13 facultats i una matrícula d'uns 31.000 estudiants. Treballen 2.500 professors i altres universitaris, assistits per prop de 8.000 tècnics que treballen en l'administració.
Durant la postguerra, la seva expansió va conduir a l'establiment d'un nou barri universitari al nord de la ciutat, situat a Weende. L'arquitectura de la vella universitat es pot veure a l'Auditorium Maximum (1826/1865) o l'aula gran (1835/1837) a la Wilhelmsplatz. La seva biblioteca (Niedersächsische Staats und Universitätsbibliothek, SUB) té més de 4,5 milions de llibres i manuscrits preciosos, com ara el manuscrit de Göttingen.
L'Acadèmia de Ciències, concebuda com a Societat Reial per a les Ciències i quatre instituts de recerca de la Societat Max Planck per a la promoció de les ciències col·laboren amb la universitat.
42 guardonats amb el premi Nobel van estudiar o ensenyar a Göttingen, i molts estudiants van tenir un paper important en la història, com Otto von Bismarck que va estudiar a Göttingen i va viure en una petita casa a la muralla coneguda com a Bismarckhäuschen. A més a més, recentment el govern alemany li ha atorgat el títol d'universitat d'excel·lència, títol que comparteix al costat de vuit universitats alemanyes més, fet que assegura importants inversions i prestigi nacional i internacional.

## Persones destacades
- Johann Gottfried Eichhorn (1752-1827), historiador i orientalista
- Carl Friedrich Gauss (1777-1855), matemàtic i naturalista
- Jacob Grimm (1785-1863), lingüista, historiador i lexicògraf
- Wilhelm Grimm (1786-1859), lingüista, lexicògraf